# Джиневра Сфорца
Вижте пояснителната страница за други личности с името Джиневра.
Джиневра Сфорца (на италиански: Ginevra Sforza; * 1440, Анкона, Анконска марка; † 16 май 1507, Бусето, дн. Италия) е чрез брак господарка на Болоня.

## Произход
Тя е извънбрачна дъщеря на кондотиера Алесандро Сфорца (* 1409, † 1473), господар на Пезаро, Кастелнуово и Градара, велик конетабъл на Неаполитанското кралство, и на неизвестна жена. Нейни дядо и баба по бащина линия са Муцио Атендоло Сфорца и Лучия Терцани от Торджано. Има двама полубратя от брака на баща си с Костанца ди Варано: Батиста, чрез брак херцогиня на Урбино, и Костанцо I, кондотиер, господар на Пезаро и Градара (1473 –1483), както и двама полубратя и една полусестра от извънбрачни връзки на баща си.

## Биография
Джциневра се сприятелява с Джентиле Будриоли, съпруга на нотариуса Алесандро Кимиери и студентка в Болонския университет, която е обвинена в магьосничество и изгорена на клада през 1498 г.
През 1466 г. папа Павел II признава господарството на втория ѝ съпруг Джовани II Бентивольо и му дава папския викариат в Болоня.
След като се изправя пред заговора на рода Малвеци през 1488 г., през 1501 г. Бентивольо открива още един заговор, организиран от съперничещото му семейство Марескоти. По съвет на Джиневра много негови членове са убити за отмъщение. През 1505 г. заговорниците, избягали от кланетата, молят за помощ папа Юлий II, който заповядва на Джовани II да напусне града със семейството си. Джиневра, заточена в Парма, където намира убежище при маркиз Палавичино, е отлъчена от Църквата, тъй като не се е отдалечила достатъчно от Болоня. Въпреки многобройните ѝ молби папа Юлий II отказва да я приеме в своя замъка Понте Поледрано (днес в Бентивольо). В Болоня имотите на Бентивольо са разграбени, а дворецът му е сринат със земята.
Джиневра умира на 16 май 1507 г. на 67-годишна възраст и е погребана в общ гроб недалеч от Бусето. След една година Джовани II Бентивольо умира като затворник на Луи XII в Кастело Сфорцеско в Милано.

## Брак и потомство
Омъжва се два пъти:
∞ 1. 19 май 1454 в базиликата „Сан Джакомо Маджоре“ в Болоня за Санте Бентивольо (* 1424, Попи; † 1 октомври 1463, Болоня), извънбрачен син на Ерколе Бентивольо (братовчед на Анибале I Бентивольо) и господар на Болоня (1445 – 1463), от когото има син и дъщеря:
- Костанца Бентивольо (* 1458, † 1491), ∞ за Антонио Мария Пико да Мирандола (* сл. 1442, † 6 март 1501), господар на Мирадола и граф на Конкордия, от когото има един син и две дъщери
- Ерколе Бентивольо (* 15 май 1459, † юни 1507), кондотиер, ∞ за Барбара Торели (* ок. 1475, † сл. 7 ноември 1533), от която има две дъщери.

∞ 2. 2 май 1464 за Джовани II Бентивольо (* 12 февруари 1443, Болоня; † 15 февруари 1508, Милано), владетел де факто на Болоня (1463 – 1506), чиято съветничка става. Имат шестнадесет деца, от които единадесет достигат зряла възраст:
- Франческа Бентивольо (* 18 февруари 1468, Болоня; † 1504, Болоня), ∞ 1. 17 февруари 1482 в Болоня за Галеото Манфреди (* 1440, † 1488, убит по нейна заповед), господар на Фаенца, от когото има един син – Асторе, последен владетел на града от рода Манфреди, 2. 2 ноември 1492 за Гуидо II Торели († май 1501, Гуастала), бившо религиозно лице, кондотиер
- Анибале II Бентивольо (* 1469, Болоня; † 24 юни 1540, Ферара), господар на Болоня (1511 – 1512), кондотиер, ∞ за Лукреция д'Есте (* ок. 1473, Ферара;† 1516/1518), извънбрачна дъщеря на Ерколе I д’Есте, херцог на Ферара, и на Лудовика Кондолмиери, от която има седем сина и шест дъщери.
- Антонгалеацо Бентивольо (* 1472, Болоня; † 1525), прелат
- Алесандро Бентивольо (* 1474, Болоня; † 1532, Милано), граф на Кампания, ∞ 1493 за Иполита Сфорца (* 1481, Милано; † 1520, Милано), дъщеря на Карло Сфорца – граф на Маджента и на Кастеджо, и на съпругата му Бианка Симонета – господарка на Галиате. Имат двама сина и четири дъщери.
- Ермес Бентивольо (* 1475, Болоня; † 1513), кондотиер, пфалцграф (1498), ∞ 1504 за Якопа Орсини, дъщеря на Джулио Орсини, кондотиер
- Камила Бентивольо (* 1480, Болоня, † 1529), ∞ за Пиро Гонзага (* 1490, † 22 януари 1529 в Гацуоло), кондотиер, граф на Родиго (1499 – 1521), господар на Боцоло (1527 – 1529) и на Сан Мартино дал'Арджине (1527 – 1529), второроден син на Джанфранческо Гондзага и на съпругата му Антония Дел Балцо; имат двама сина и пет дъщери.
- Изота Бентивольо (неизв.), монахиня в манастира „Корпус Домини“ в Болоня
- Елеонора Бентивольо (* 15 век, † 10 март 1540), ∞ 1486 за Джиберто III Пио ди Савоя (* сред. на 15 век, † 26 септември 1500, Болоня), съгосподар на Капри, капитан на Болоня, от когото има четирима сина
- Лаура Бентивольо († 1523), ∞ 20 юни 1491 в Болоня за Джовани Гондзага (* 1474, Мантуа; † 23 септември 1525, Мантуа), кондотиер, господар на Весковато, от когото има петима сина и три дъщери, поставя началото на клона Гондзага ди Весковато
- Виоланта Бентивольо, ∞ 1489 в Римини за Пандолфо IV Малатеста (* 5 юли 1475, † юни 1534), кондотиер, господар на Римини и на други градове в Романя, имат петима сина и две дъщери
- Бианка Бентивольо († 1519, Модена), ∞ 1479 за Николо Мария Рангони (* 1455, Болоня; † 1500, Бомпорто), кондотиер, господар на Спиламберто и Кординяно. Имат четирима сина и две дъщери.

## Джиневра Сфорца в културата
- В Националната художествена галерия във Вашингтон се съхраняват два портрета на Джиневра Сфорца. На единия – дело на Антонио Марескоти тя е изобразена в младостта си, по време на първия си брак със Санте Бентивольо. В същия музей се пази и диптих на Ерколе де Роберти от около 70-те години на 16 век, в който Джиневра и вторият ѝ съпруг Джовани Бентивольо са изобразени в профил, обърнати един към друг.

- Джовани II Бентивольо поръчва на художника Лоренцо Коста да изобрази голямото му семейство. Олтарната картина (Pala Bentivoglio) от 1488 г. се намира и към 2020 г. е в параклиса на Бентивольо в църквата „Сан Джакомо Маджоре“ в Болоня. На нея Джиневра е изобразена като основна дарителка на храма, заобиколена от семейството си в краката на Мадоната на трона.

- В замъка Бентивольо (в Емилия-Романя) има скулптурен образ на Джиневра (рисувана теракота).[6]

- Докато Джиневра е още жива, през 1483 г. хуманистът Джовани Сабадино д'Ариенти включва нейната биография в колекция от биографии на видни жени, наречена Gynevra de le clare donne.[7]